# Meishō

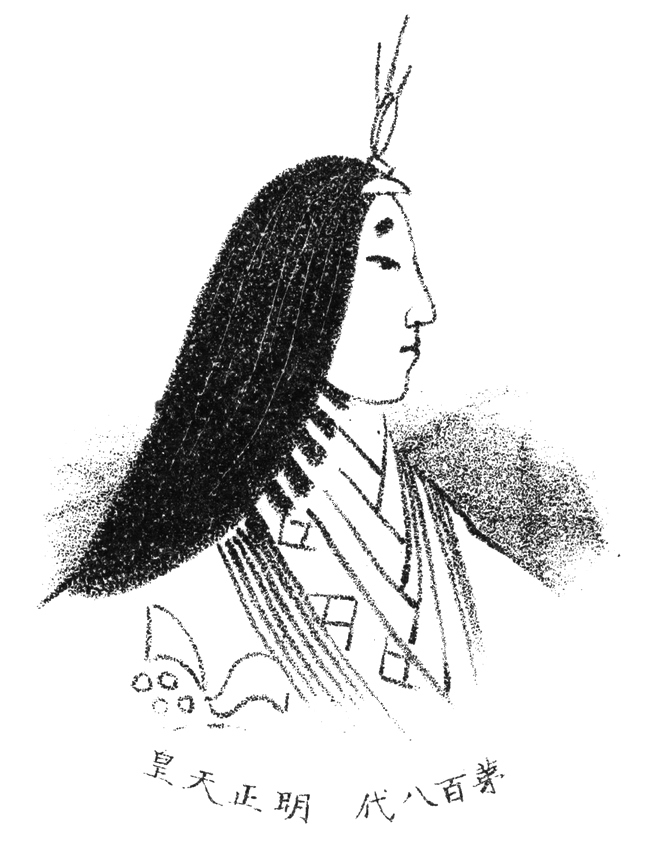
Tennō Meishō

Meishō (jap. 明正天皇, Meishō-tennō; * 9. Januar 1624; † 4. Dezember 1696) war eine Tennō von Japan. Sie war die einzige Tochter des Go-Mizunoo-tennō und dessen Gemahlin Kazuko, der Enkelin Tokugawa Ieyasus.

## Leben
Ihre Regierungszeit war von 1629 bis 1643. Die eigentliche Macht lag jedoch bei den Tokugawa-Shōgunen. Ihr Vater Go-Mizunoo-tennō hatte ebenfalls noch bedeutenden Einfluss.
Meishō heiratete und hatte zwei Söhne und drei Töchter. Sie war nach 859 Jahren wieder die erste und bis heute zweitletzte Frau auf dem Thron seit Kōken. Nach ihr bestieg ihr Bruder Go-Kōmyō den Thron.
Sie starb am 4. Dezember 1696 im Alter von 72 Jahren.